# Marketing holístico

Marketing holístico define que  todas as partes envolvidas com a organização sofrem interferência e se relacionam, ou seja, todos os processo de desenvolvimento, projeto ou a implementação de programas e atividades de marketing devem ter consciência da correlação entre as partes envolvidas, também chamadas de stakeholders . Portanto essa abordagem reconhece amplitude das decisões em marketing e mostra a importância de manter uma harmonia entre os envolvidos. 
O Marketing holístico visa a integrar :
- Marketing integrado

-Comunicação
-produtos e serviços
-canais de distribuição
- Marketing de relacionamento

-clientes
-canais
-parceiros
- Marketing interno

-Departamento de marketing
-Gestão de topo
-outros departamentos
- Marketing socialmente responsável

-Ética
-Enquadramento legal
-Comunidade
-Meio Ambiente.